# Steven De Neef
Steven De Neef (Asse, 16 januari 1971) is een voormalig Belgisch wielrenner. Hij was beroepsrenner van 1997-2011. Nu is hij ploegleider bij de wielerformatie Intermarché Wanty-Groupe Gobert.

## Overwinningen
1996
- Eindklassement Ronde van Antwerpen

2000
- Wetteren

2003
- Zele

2006
- Tienen

2008
- Grand Prix de la ville de Pérenchies
- Liedekerke

2009
- Opstal

## Resultaten in voornaamste wedstrijden
| Jaar | Parijs-Brussel |
| ---- | -------------- |
| 1996 | 64e            |
| 1997 | 46e            |
| 1999 | 26e            |
| 2002 | 111e           |
| 2005 | 84e            |
| 2006 | 104e           |
| 2007 | 82e            |
| 2008 | 68e            |
| 2009 | 143e           |
| 2010 | 154e           |
| 2011 | 100e           |